# Lasiodora fallax
Lasiodora fallax là một loài nhện trong họ Theraphosidae.
Loài này thuộc chi Lasiodora. Lasiodora fallax được Philip Bertkau miêu tả năm 1880.